# خوزيه ماريا بينيتز
خوزيه ماريا بينيتز (1790-1855) (بالإنجليزية: José Mari'a Beni'tez)‏ طبيب وعالم نبات فينزويلي عرف بجهوده لمنع ومقاتلة الكوليرا، ولاكتشافه الخواص الدوائية لأشجار الكينة في معالجة الملاريا.